# 赤兎山
赤兎山（あかうさぎやま）は、石川県白山市と福井県大野市にまたがる標高1,629 mの山。加越国境に位置する両白山地の山で、白山国立公園・恐竜渓谷ふくい勝山ジオパーク・奥越高原県立自然公園内にある。

## 概要
えちぜん鉄道勝山永平寺線勝山駅の東15.3 kmに位置する。雪解けのときに山肌に兎の形の地肌が出ることが山名の由来と言われていたが、その形の位置は確認されない。兎の様な丸みを持った女性的ななだらかな山容が、山名の由来とされている。白山火山帯に属し、山頂は安山岩からなる。山頂の南側にはうさぎ平と呼ばれる平坦な場所がある。山頂の東側の赤兎平には高層湿原があり、赤池の他に多くの池塘がある。山頂の北東にある小原峠は、かつては勝山市と白峰村（現在の白山市）との間を物資を運ぶ道として利用されていたが、現在は廃道となっている。

## 登山

### 登山ルート
新緑の5月から紅葉の10月までが登山に適する時期である。各方面から登山道がある。1968年（昭和43年）の福井県で第23回国民体育大会の時に登山道が開設された。山頂部には三等三角点が設置され、山頂から白山を中心とする両白山地の山々を望むことができる。
- 小原から小原峠を経由するルート。多くの登山者が利用する最短ルート。北西の谷峠から大長山を経由するルートは、小原峠で合流する。約2時間弱
- 経ヶ岳から大舟山を経由する稜線ルート。
- 鳩ヶ湯からのうさぎ平を経由する南方からのルート[8]。
- 六本檜や杉峠などの東側からの白山方面からの縦走ルート。

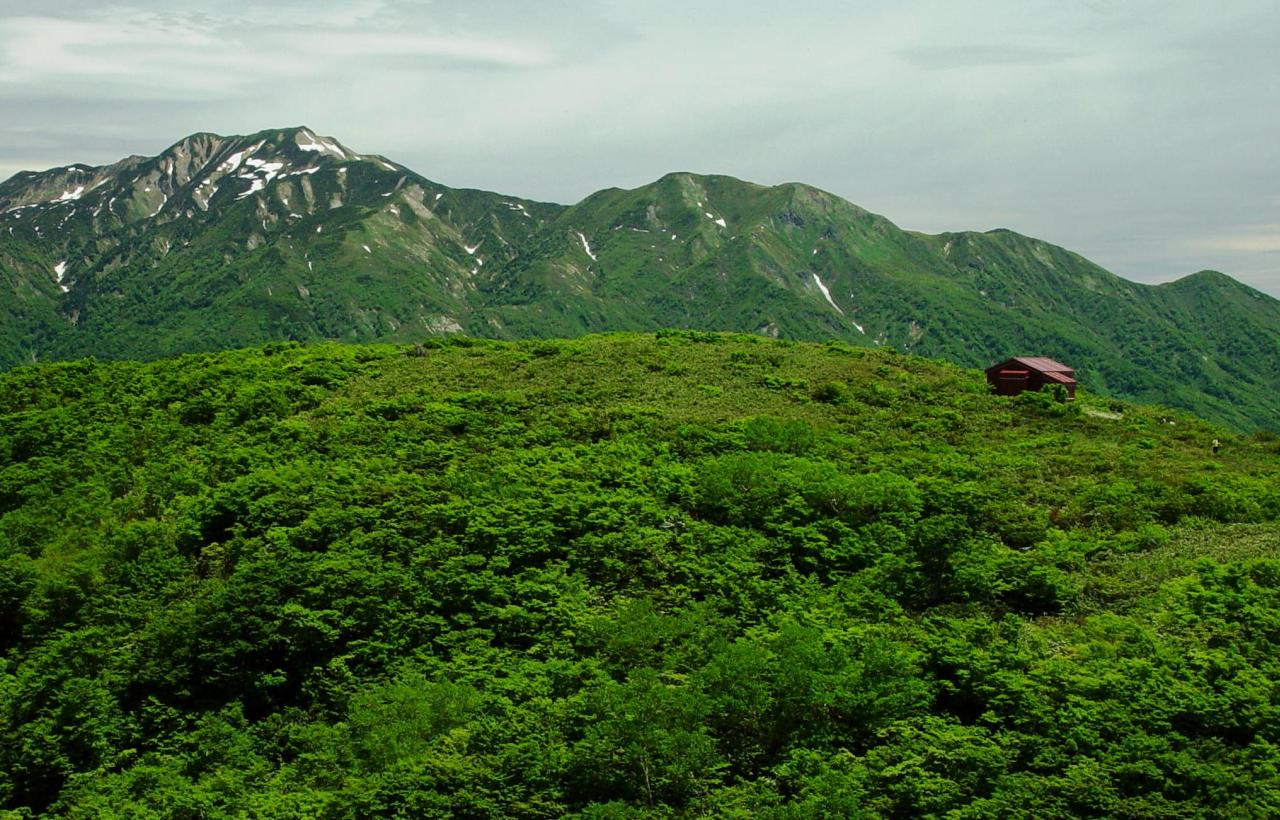
赤兎山の東にある赤兎避難小屋、遠景は別山と三ノ峰

### 周辺の山小屋
登山道周辺には、無人の避難小屋がある。最寄りの山小屋は赤兎平らのすぐ東の高台ある赤兎避難小屋である。南東の大野市のたんどう谷と打波川出合の登山口には鳩ヶ湯旅館がある。その上流の下小池の小池公園には、キャンプ場がある。
| 外観                           | 名称           | 所在地       | 標高 (m) | 赤兎山からの 方角と距離 (km) | 収容 人数 | キャンプ 指定地 | 備考     |
| ------------------------------ | -------------- | ------------ | -------- | ---------------------------- | --------- | --------------- | -------- |
| 三ノ峰避難小屋（2015年6月2日） | 三ノ峰避難小屋 | 三ノ峰南直下 | 2,080    | 東北東 8.6                   | 20        | なし            | 水場なし |
| 赤兎避難小屋（2016年5月14日）  | 赤兎避難小屋   | 赤兎平の東   | 1,570    | 東 0.7                       | 10～15    | なし            | 水場なし |

### 登山道の植物
山頂東の赤兎平の高層湿原では、イワイチョウ、キンコウカ、モウセンゴケ、イワショウブ、ヤチスゲ、ミヤマホタルイなどの植物の他ハクサンシャクナゲ、オオバツツジ、ミネヤナギ等の木本類が見られる。山腹は、ブナ林が多く、湿地には、リュウキンカ等が見られる。山頂周辺はオオコメツツジやナナカマドなどの低潅木に覆われ、チシマザサの藪の所々にアオモリトドマツがある。またゴゼンタチバナ、クロウスゴ、コバイケイソウ、ニッコウキスゲなどの植物が見られる。
|                  |              |              |              |
| 赤兎平の高層湿原 | イワイチョウ | モウセンゴケ | リュウキンカ |

## 地理

### 周辺の主な山

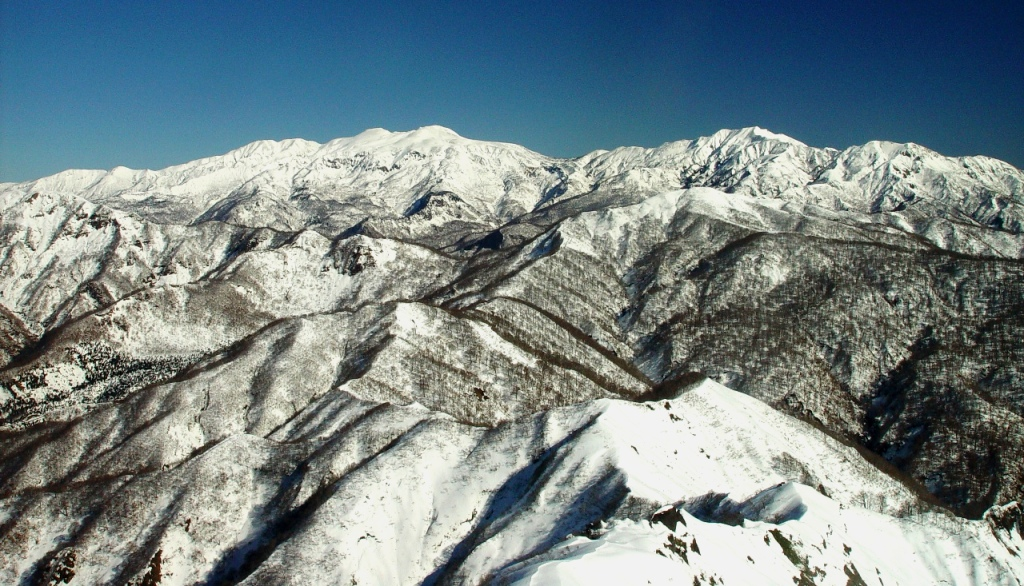
北岳（経ヶ岳の北峰）から望む白山と別山
北側の赤兎山へと尾根が延び、両白山地の主稜線の三ノ峰を経て白山へと続く

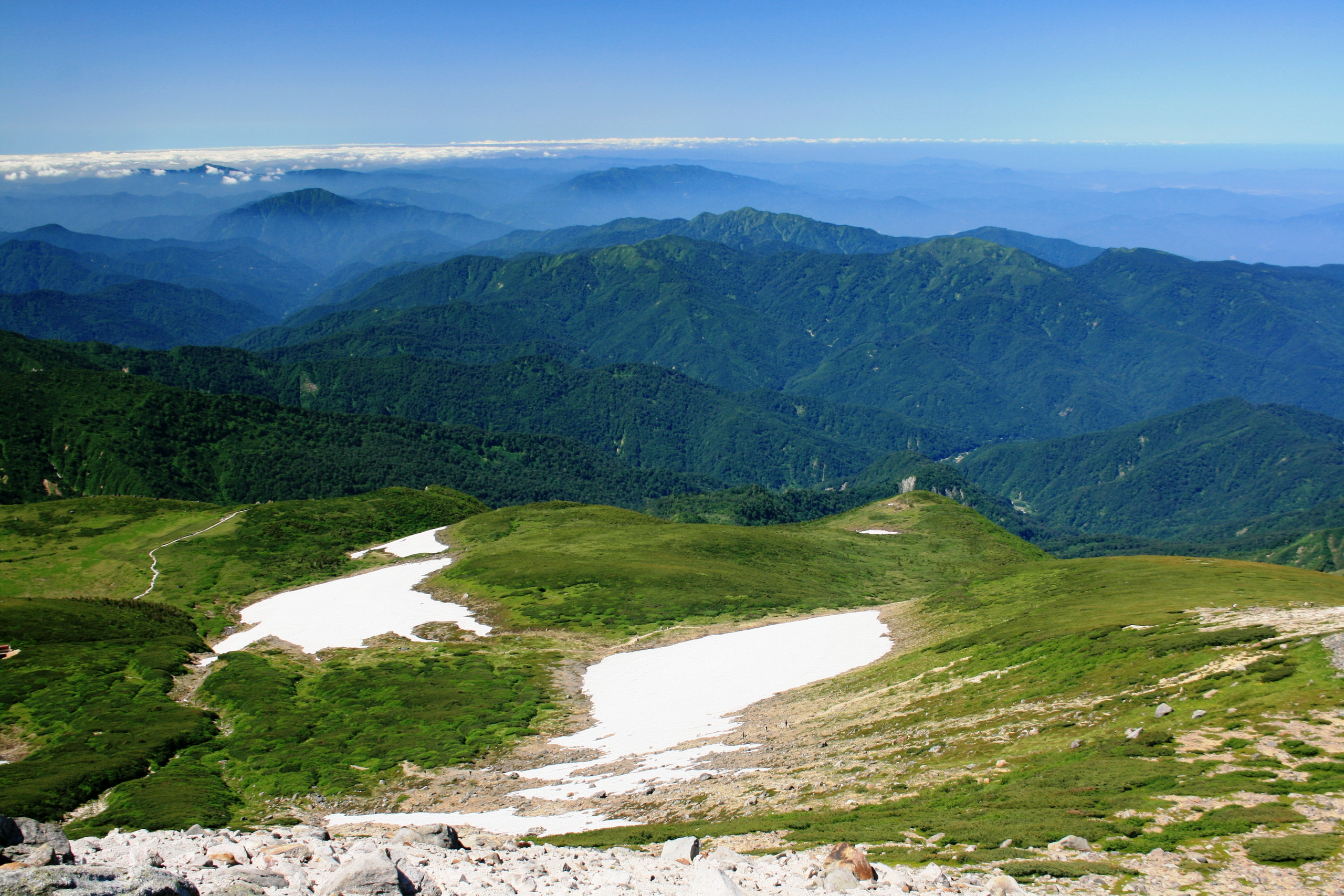
白山から望む赤兎山と大長山
遠景は能郷白山・荒島岳・部子山

白山山地の三ノ峰から延びる枝尾根の西南西にある山である。大長山との鞍部には小原峠があり、その北北西には刈安山の小ピークがある。経ヶ岳との間には大舟山（1,431 m）の小ピークがある。東隣の標高1,530 mの小ピークは、裏赤兎山と呼ばれている。
| 山容 | 名称     | 標高(m)  | 三角点等級 基準点名 | 赤兎山からの 方角と距離 (km) | 備考                        |
| ---- | -------- | -------- | ------------------- | ---------------------------- | --------------------------- |
|      | 白山     | 2,702.17 | 一等 「白山」       | 北東 13.8                    | 日本百名山                  |
|      | 三ノ峰   | 2,128    |                     | 東北東 8.7                   | 三ノ峰避難小屋              |
|      | 取立山   | 1,307.22 | 三等 「取立」       | 北西 6.5                     | 取立平避難小屋 水芭蕉群生地 |
|      | 大長山   | 1,671.42 | 二等 「大長山」     | 北北東 2.7                   |                             |
|      | 赤兎山   | 1,628.66 | 三等 「赤鬼山」     | 0                            | 赤兎避難小屋                |
|      | 法恩寺山 | 1,356.66 | 三等 「法恩寺山」   | 西 5.8                       | 越前禅定道                  |
|      | 経ヶ岳   | 1,625.20 | 二等 「経ケ岳」     | 南西 4.3                     | 日本三百名山                |
|      | 野伏ヶ岳 | 1,674.28 | 三等 「野伏」       | 南東 8.8                     | 日本三百名山                |
|      | 荒島岳   | 1,523.49 | 一等 「荒島山」     | 南南西 15.8                  | 日本百名山                  |

### 源流の河川
以下が源流となる河川で、日本海へ流れる。
- 東俣谷川、中の俣谷川 （手取川水系三ツ谷川の支流）
- 滝波川 （九頭竜川の支流）
- たんどう谷、亥向谷 （九頭竜川水系の打波川の支流）

## 赤兎山の風景
|                      |                      |                      |                                  |
| 赤兎山頂上からの白山 | 赤兎平から望む赤兎山 | 三ノ峰から望む赤兎山 | 銚子ヶ峰から望む赤兎山と周辺の山 |